# PSMB5
PSMB5 (англ. Proteasome subunit beta 5) – білок, який кодується однойменним геном, розташованим у людей на короткому плечі 14-ї хромосоми. Довжина поліпептидного ланцюга білка становить 263 амінокислот, а молекулярна маса — 28 480.
| 10         |  | 20         |  | 30         |  | 40         |  | 50         |
| ---------- |  | ---------- |  | ---------- |  | ---------- |  | ---------- |
| MALASVLERP |  | LPVNQRGFFG |  | LGGRADLLDL |  | GPGSLSDGLS |  | LAAPGWGVPE |
| EPGIEMLHGT |  | TTLAFKFRHG |  | VIVAADSRAT |  | AGAYIASQTV |  | KKVIEINPYL |
| LGTMAGGAAD |  | CSFWERLLAR |  | QCRIYELRNK |  | ERISVAAASK |  | LLANMVYQYK |
| GMGLSMGTMI |  | CGWDKRGPGL |  | YYVDSEGNRI |  | SGATFSVGSG |  | SVYAYGVMDR |
| GYSYDLEVEQ |  | AYDLARRAIY |  | QATYRDAYSG |  | GAVNLYHVRE |  | DGWIRVSSDN |
| VADLHEKYSG |  | STP        |  |            |  |            |  |            |

A: Аланін

C: Цистеїн

D: Аспарагінова кислота

E: Глутамінова кислота

F: Фенілаланін

G: Гліцин

H: Гістидин

I: Ізолейцин

K: Лізин

L: Лейцин

M: Метіонін

N: Аспарагін

P: Пролін

Q: Глутамін

R: Аргінін

S: Серин

T: Треонін

V: Валін

W: Триптофан

Кодований геном білок за функціями належить до гідролаз, протеаз, треонінових протеаз. 
Задіяний у таких біологічних процесах, як взаємодія хазяїн-вірус, альтернативний сплайсинг. 
Локалізований у цитоплазмі, ядрі.